# Eksonim in endonim
Celoto vseh zemljepisnih imen na svetu delimo na endonime in eksonime.
Strogo etimološko je endonim »ime od znotraj« (grško ένδον  –znotraj), eksonim pa »ime od zunaj« (grško έξω – brez, zunaj). Ljudje so od nekdaj poimenovali pojave iz ene od dveh lokacij, torej od znotraj ali od zunaj, odvisno, ali živijo na območju poimenovanega pojava, ali pa nanj gledajo iz določene razdalje.

## Opredelitev
- Eksoním ali podomáčeno zemljepísno imé je uveljavljeno zemljepisno ime (npr. za tuj kraj, goro, pokrajino) v določenem jeziku zunaj etničnega območja tega jezika.[3] Na primer, Warsaw je angleški in Varšava slovenski eksonim za Warszawa, Londres francoski za London, Mailand nemški za Milano. Uradno latiniziran endonim Moskva za Mocквa ni eksonim, kot tudi ne pinjinski zapis Beijing, medtem ko je eksonim ime Peking.[4]
- Endoním ali uveljávljeno domáče zemljepísno imé je zemljepisno ime, ki se uporablja na območju, kjer je objekt, ne glede na pisavo.[5] Širše: je splošno domače ime za geografski kraj, skupino ljudi, posameznika, jezik ali narečje, kar pomeni, da se uporablja znotraj tega določenega kraja, skupine ali jezikovne skupnosti; to je njihovo samoimenovano ime zase, za svojo domovino ali njihov jezik.

## Glej še
- Slovenski eksonimi
- Seznam nemških imen slovenskih krajev
- Seznam madžarskih imen slovenskih krajev
- Seznam italijanskih imen slovenskih krajev
- Seznam angleških zemljepisnih imen